# Antonio Bertali
Antonio Bertali (Verona, marzo 1605 – Vienna, 17 aprile 1669) è stato un compositore e violinista italiano.

## Biografia
Ricevette le prime nozioni di musica da Stefano Bernardi. Probabilmente dal 1624, ebbe da Ferdinando II l'incarico di musicista di corte a Vienna. Nel 1649 Bertali succedette a Giovanni Valentini come Kapellmeister della Corte imperiale.

## Composizioni
Le composizioni di Bertali sono nello stile di altri compositori dell'Italia settentrionale del suo tempo. Comprendono opere, oratori, un gran numero di composizioni liturgiche e da camera. Le sue opere sono notevoli per aver diffuso a Vienna la tradizione dell'opera seria italiana. Circa metà della sua produzione è andata perduta; ci restano delle copie trascritte da Pavel Josef Vejvanovský, alcuni spartiti sono custoditi nella Hofbibliothek di Vienna, nella biblioteca dell'abbazia di Kremsmünster e nell'archivio di Kroměříž. La fonte più importante per le composizioni di Bertali è tuttavia il catalogo viennese Distinta Specificatione, che elenca diversi compositori della corte asburgica e fornisce titoli e spartiti di oltre 200 composizioni.
Nel 1661 gli oratori Il pentimento, l'amore verso Dio, nel 1663 Maria Maddalena con il libretto di Antonio Draghi e nel 1665 L'Inferno deluso con il libretto di Francesco Sbarra e La strage degli innocenti ebbero la prima assoluta a Vienna.

### Musica vocale
- Cantate e mottetti sacri e profani, fra i quali Donna real (1631) per le nozze dell'erede al trono con l'Infanta di Spagna.
- Missa Ratisbonensis (1636)
- Lamento della regina d'Inghilterra
- Requiem pro Ferdinando II (1637)
- Oltre 50 Introitus

### Opere
- L'inganno d'amore, libretto di Benedetto Ferrari; 1653 Ratisbona
- Theti, favola dramatica; 1652 Mantova e 13 luglio 1656 Vienna
- Il re Gilidoro favola; 19 febbraio 1659 Vienna
- La magia delusa; 4 giugno 1660 Vienna
- Gli amori d'Apollo con Clizia; 1º marzo 1661 Vienna
- Il Ciro crescente 3 Intermezzi zu Il pastor fido; 14 giugno 1661 Parco del Castello di Laxenburg
- La Zenobia di Radamisto, libretto di Carlo de' Dottori; 18 novembre 1662 Vienna
- Pazzo amor; 1664 Vienna
- L'Alcindo, libretto di Antonio Draghi; 20 aprile 1665 Vienna
- La contesa dell'aria e dell'acqua festa a cavallo, libretto di Francesco Sbarra; 24 gennaio 1667 Vienna

### Musica strumentale
- Sonata Leopoldus I
- Tausend Gülden Sonate
- Ciaconna in do maggiore per violino e basso continuo

Inoltre poche altre Sonate, Sonatelle e Suite a 3, 4, 5, 6.